# 伊斯基季姆區

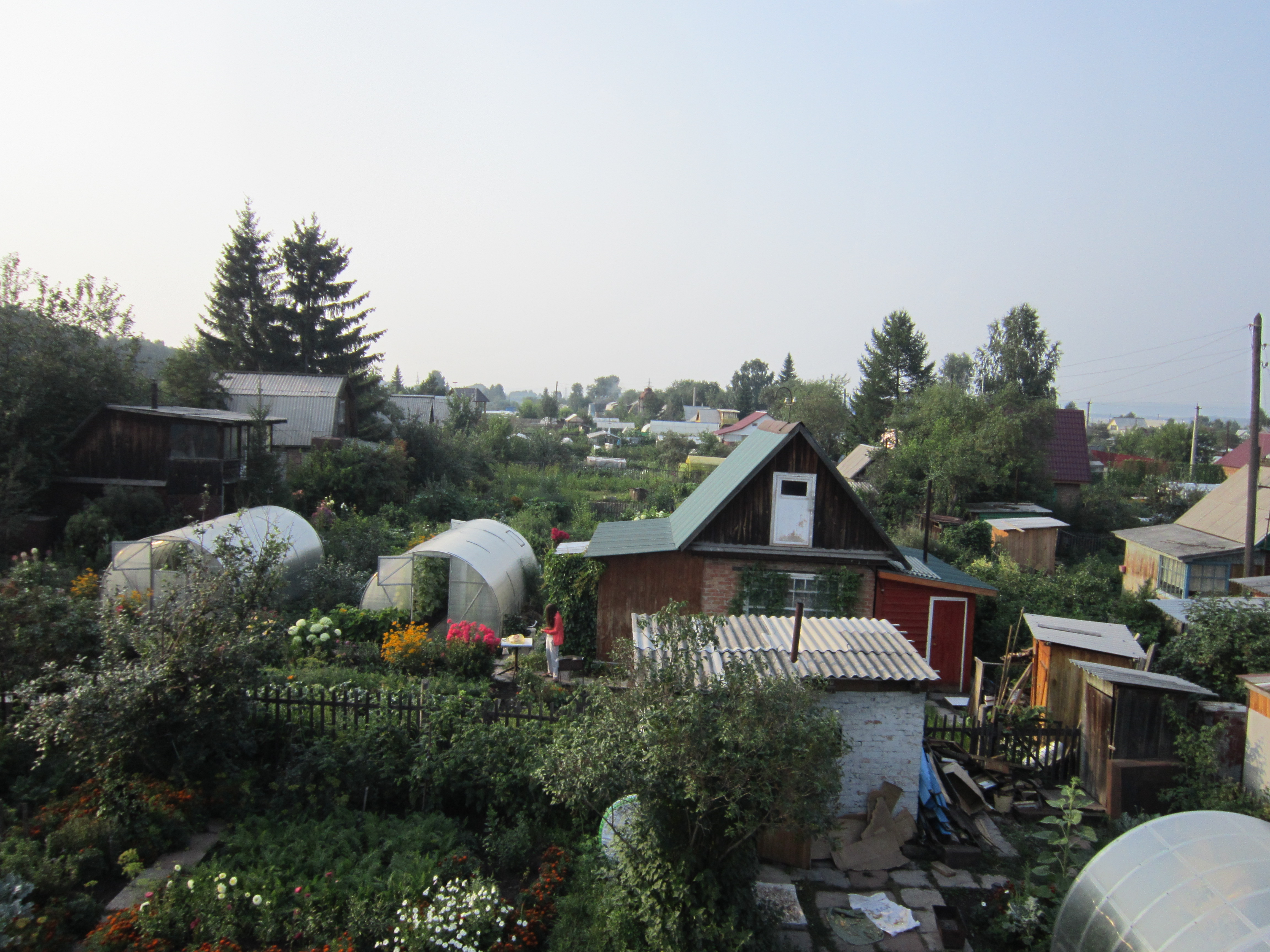

54°38′N 83°18′E / 54.633°N 83.300°E
伊斯基季姆區（俄语：Искитимский район），是俄羅斯的一個區，位於該國南部，由新西伯利亞州負責管轄，面積4,384平方公里，2010年人口62,816，人口密度每平方公里14.33人。